# Éric Boisset
Pour les articles homonymes, voir Boisset.
Éric Boisset est un auteur français né à Valence (Drôme) le 8 novembre 1965.

## Œuvre
- La Trilogie d'Arkandias

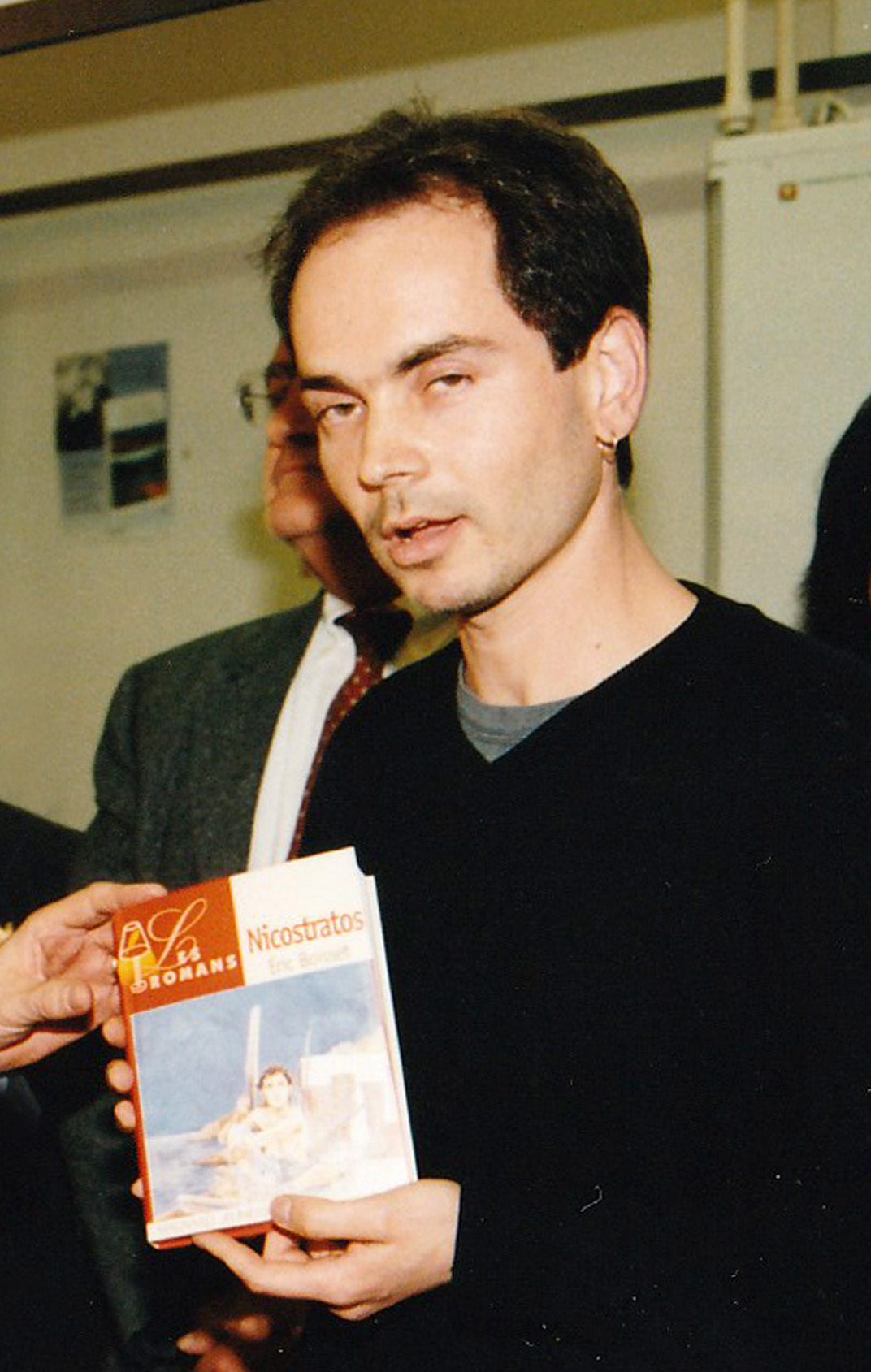
Lauréat du prix Amerigo-Vespucci Jeunesse en 1998.

  - Le Grimoire d'Arkandias, éditions Magnard  (ISBN 2-210-98460-2). Grand Prix des Jeunes Lecteurs PEEP 1997. Prix des Incorruptibles 1998. Prix des Dévoreurs de Livres 1999.
  - Arkandias contre-attaque, éditions Magnard  (ISBN 2-210-98462-9).
  - Le Sarcophage d'outretemps, éditions Magnard  (ISBN 2-210-98463-7).
- La Trilogie des Charmettes
  - Le Secret de tante Eudoxie, éditions Magnard, 2002  (ISBN 2-210-98464-5).
  - L'Œil du mainate, éditions Magnard, 2004  (ISBN 2-210-98485-8).
  - L'Antichambre de Mana, éditions Magnard, 2005  (ISBN 2-210-98486-6).
- Nicostratos, éditions Magnard  (ISBN 2-210-98474-2). Prix des Dévoreurs de Livres 1998. Prix Jeunesse du Festival international de géographie de Saint-Dié-des-Vosges, 1998.
- Les Guetteurs d'Azulis, éditions Magnard  (ISBN 2-210-96922-0).
- L'Œuf du démon, éditions Plon Jeunesse  (ISBN 978-2-259-20870-3). Prix des Dévoreurs de Livres 2009. Prix Littérature Jeunesse de l'Institut français de Rabat Salé Kénitra (Maroc) 2012.
- La Botte secrète, éditions Thierry Magnier  (ISBN 978-2844207166).
- L'Étincelle d'or, éditions Magnard  (ISBN 978-2-210-96936-0).
- Les Pierres de fumée :
  - Les Pierres de fumée - Tome 1 : La Prédiction, éditions Magnard  (ISBN 978-2210961005).
  - Les Pierres de fumée - Tome 2 : La Révélation, éditions Magnard  (ISBN 978-2210961296).
  - Les Pierres de fumée - Tome 3 : La Rédemption, éditions Magnard  (ISBN 978-2210962644).
- Le Mauvais exemple, éditions Magnard, 2017  (ISBN 978-2210964754).
- Le Traité des Sept Lotus, éditions Plon, 2019  (ISBN 2259277535).

## Adaptations de son œuvre

### Au cinéma
- Nicostratos le pélican, adapté au cinéma par Olivier Horlait (réalisateur), 2011
- Le Grimoire d'Arkandias (film), adapté au cinéma par Julien Simonet (réalisateur), 2014